# یامابه نو آکاهیتو
یامابه نو آکاهیتو (به ژاپنی: 山部 赤人 یا 山邊 赤人 Yamabe no Akahito); ۱ ژانویهٔ ۰۷۳۰ – 736) شاعر، و نویسنده در دوره نارا اهل ژاپن بود.